# Tolvmansgården

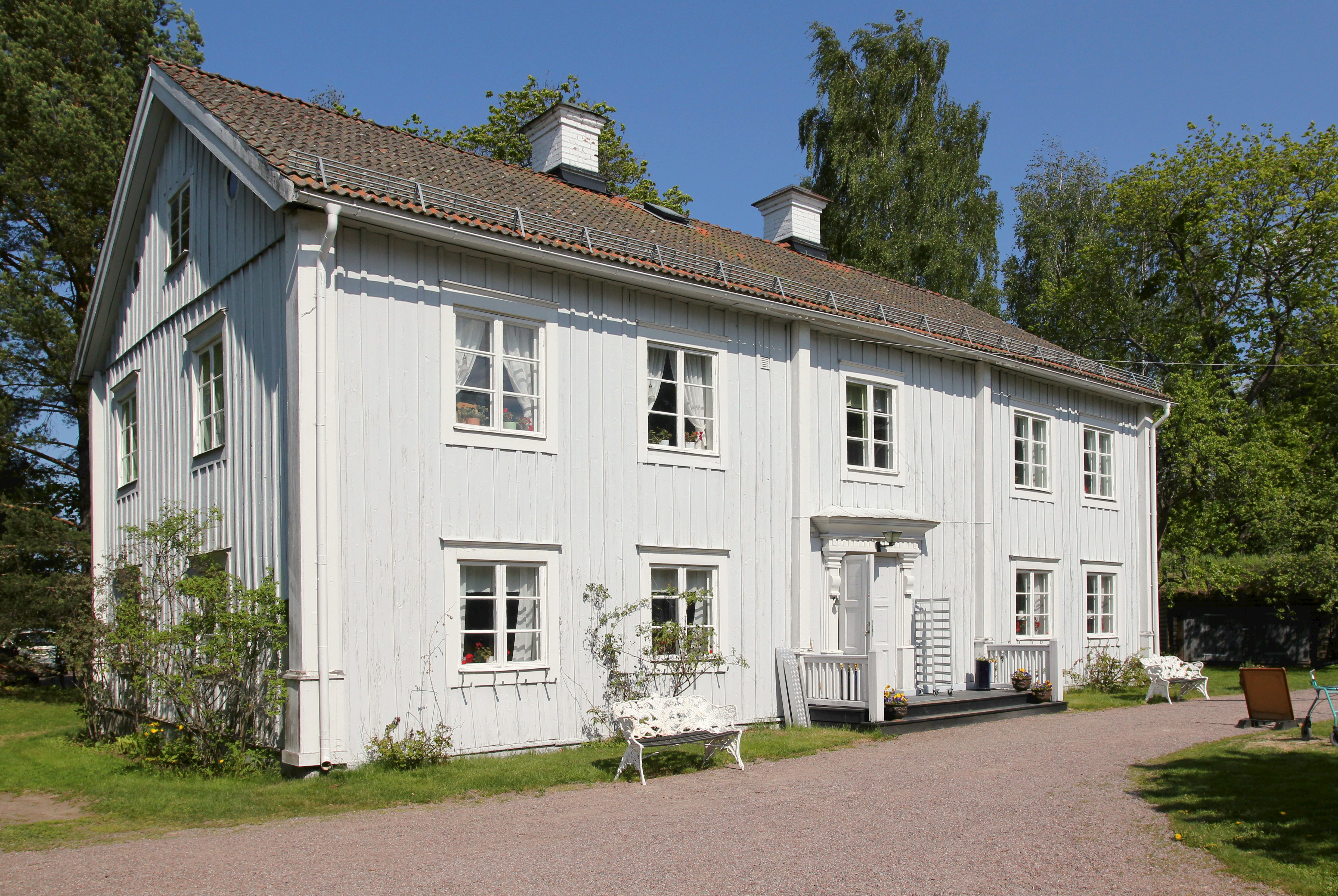
Tolvmansgården, huvudbyggnad 2011.

Tolvmansgården (officiellt benämnd Karlfeldtsgården i Karlbo) ligger i tätorten Karlbo sydöst om Avesta i Avesta kommun. Här föddes Erik Axel Karlfeldt den 20 juli 1864 och gården var hans barndomshem. År 1984 förvärvade Avesta kommun Tolvmansgården och driver den som konstnärsmuseum för allmänheten. Gårdens byggnader är sedan 1986 ett byggnadsminne.

## Historik

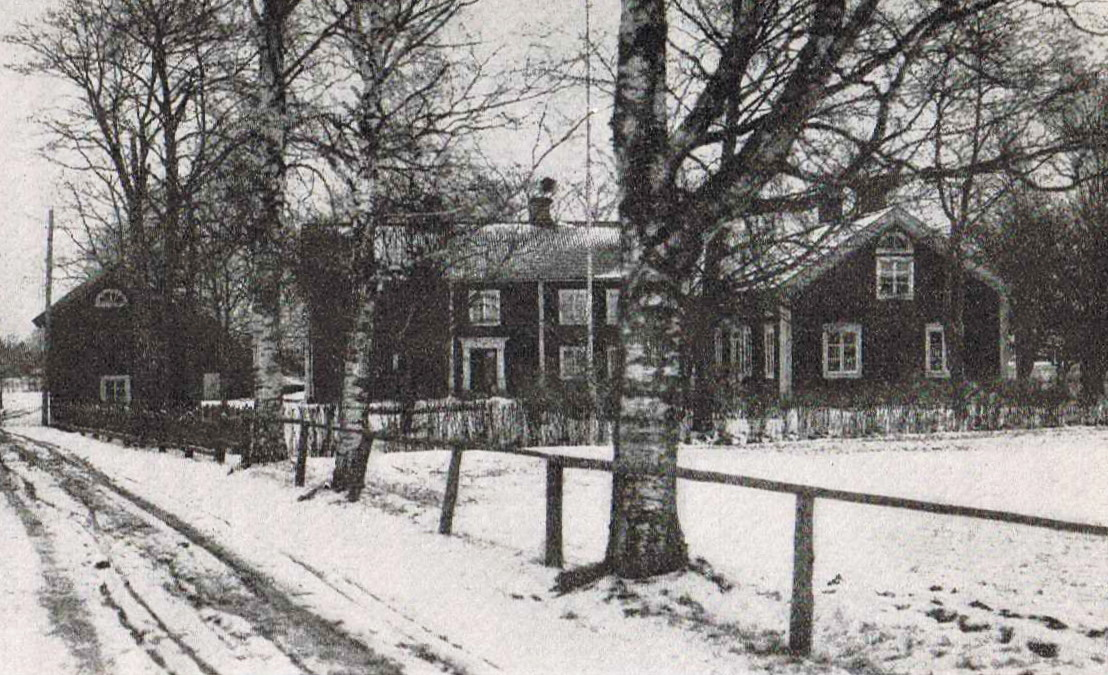
Tolvmansgården i april 1931.

Namnet Tolvmansgården härrör från tolvman som var en nämndeman vid häradsrätten. I Tolvmansgården  hade sådana tolvmän bott i generationer.
Mangårdsbyggnaden uppfördes i mitten av 1700-talet och flygelbyggnaden tillkom under 1820-talet. I mangården bodde Karlfeldts föräldrar Anna Jansdotter och Erik Eriksson under vintrarna. På somrarna flyttade familjen till östra flygeln (bagarstugan). Här föddes Axel Eriksson (som sedermera tog sig namnet Erik Axel Karlfeldt) den 20 juli 1864 och här växte han upp. År 1885 försvann gården ur familjens ägo. Fadern Erik Eriksson hade tvingats skuldsätta sig för att kunna driva gården och hamnade i länsfängelset för urkundsförfalskning. Egendomen såldes slutligen på exekutiv auktion. Samtidigt som detta hände tog sonen Erik Axel examen på Västerås högre allmänna läroverk.
Först 1967 kom gården tillbaka till familjen när Karlfeldts son Sune och hans hustru Mary förvärvade den. De lät renovera byggnaden och öppnade Karlfeldtsgården som en kulturgård, tillgänglig för allmänheten. De anlade även en liten lustgård med inspiration från Karlfeldtsgården Sångs i Sjugare nära Leksand. Sedan 1984 ägs och drivs Tolvmansgården av Avesta kommun.

## Bilder

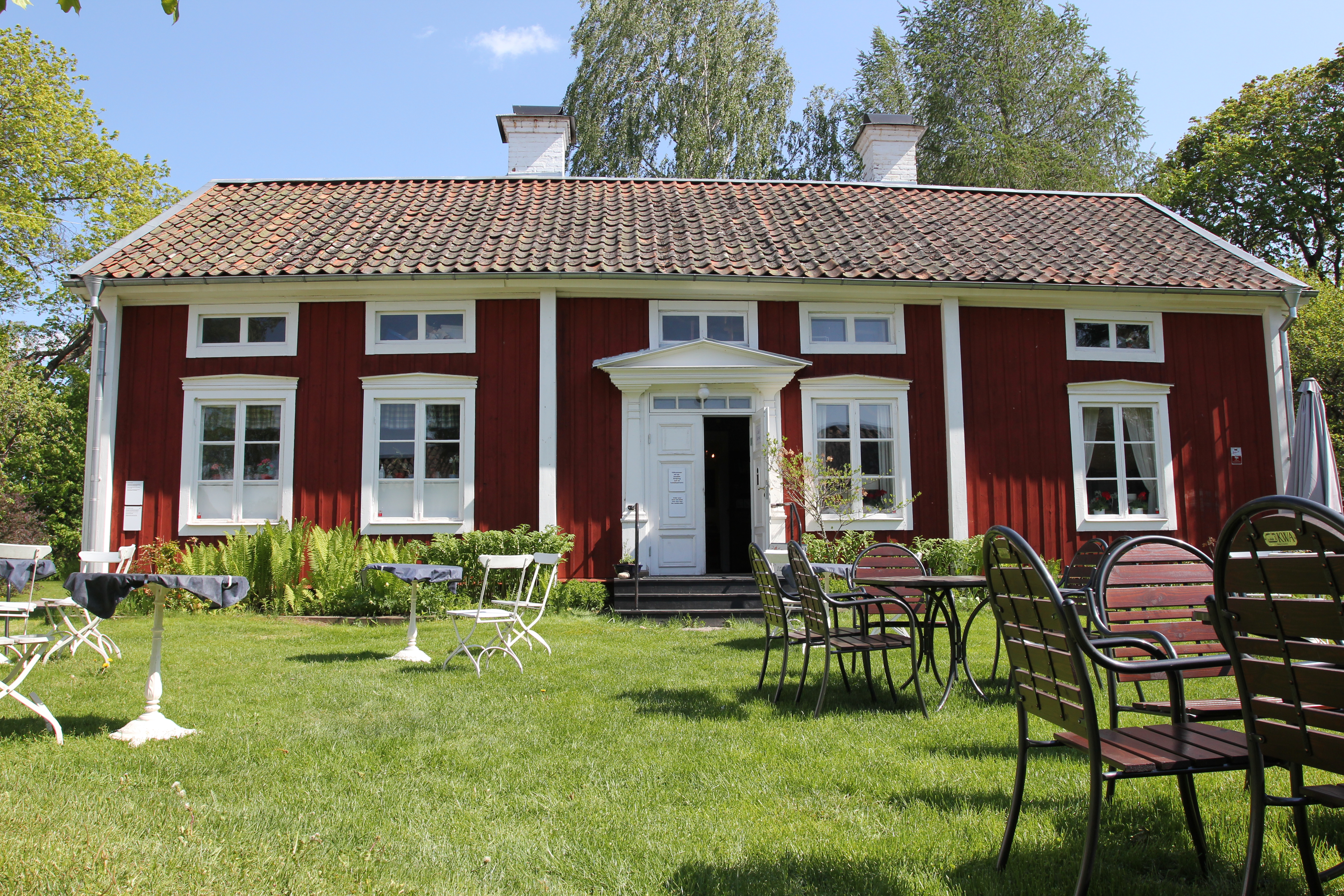
Östra flygeln (bagarstugan), här föddes Karlfeldt
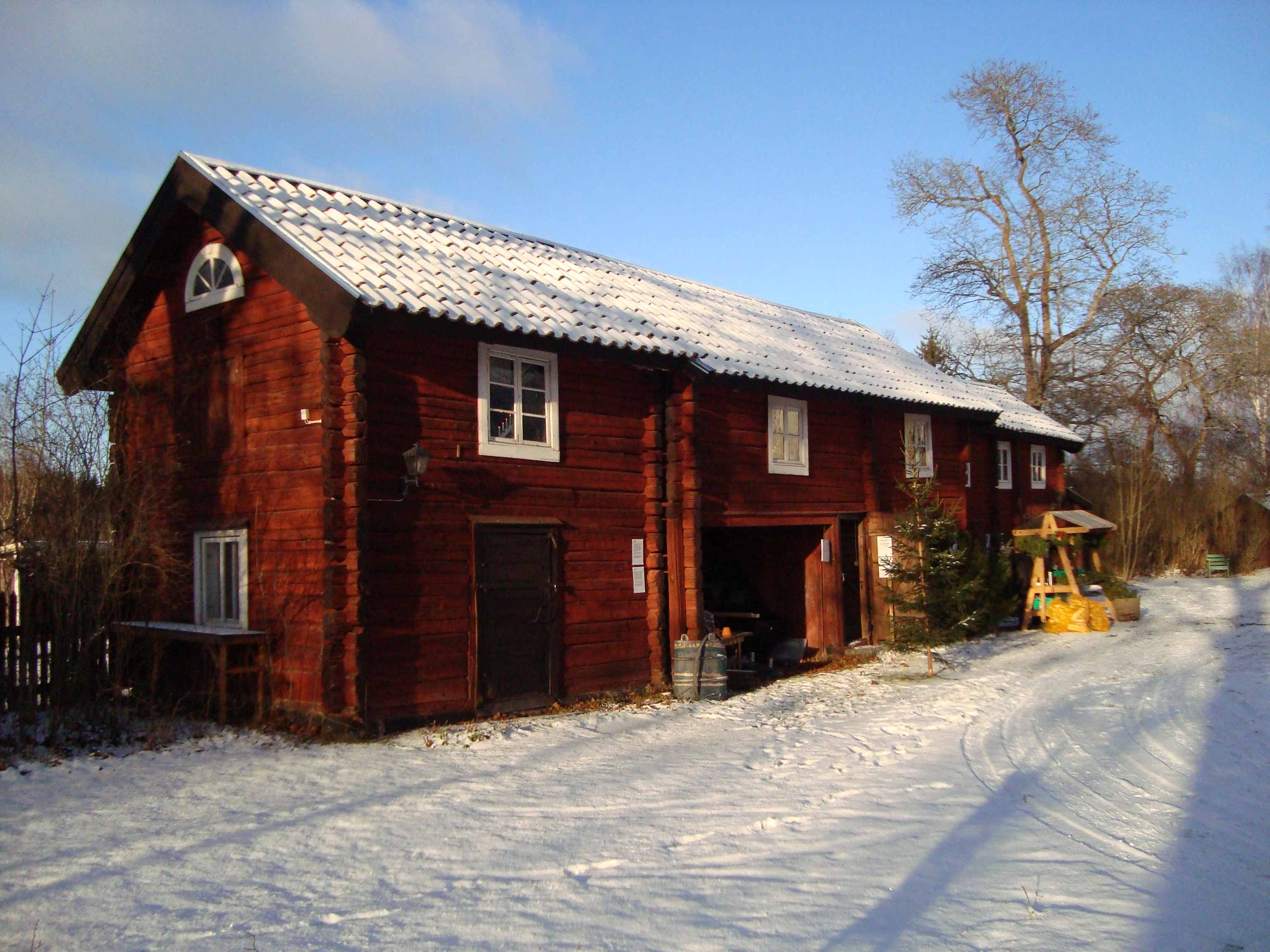
Västra längan med portlider
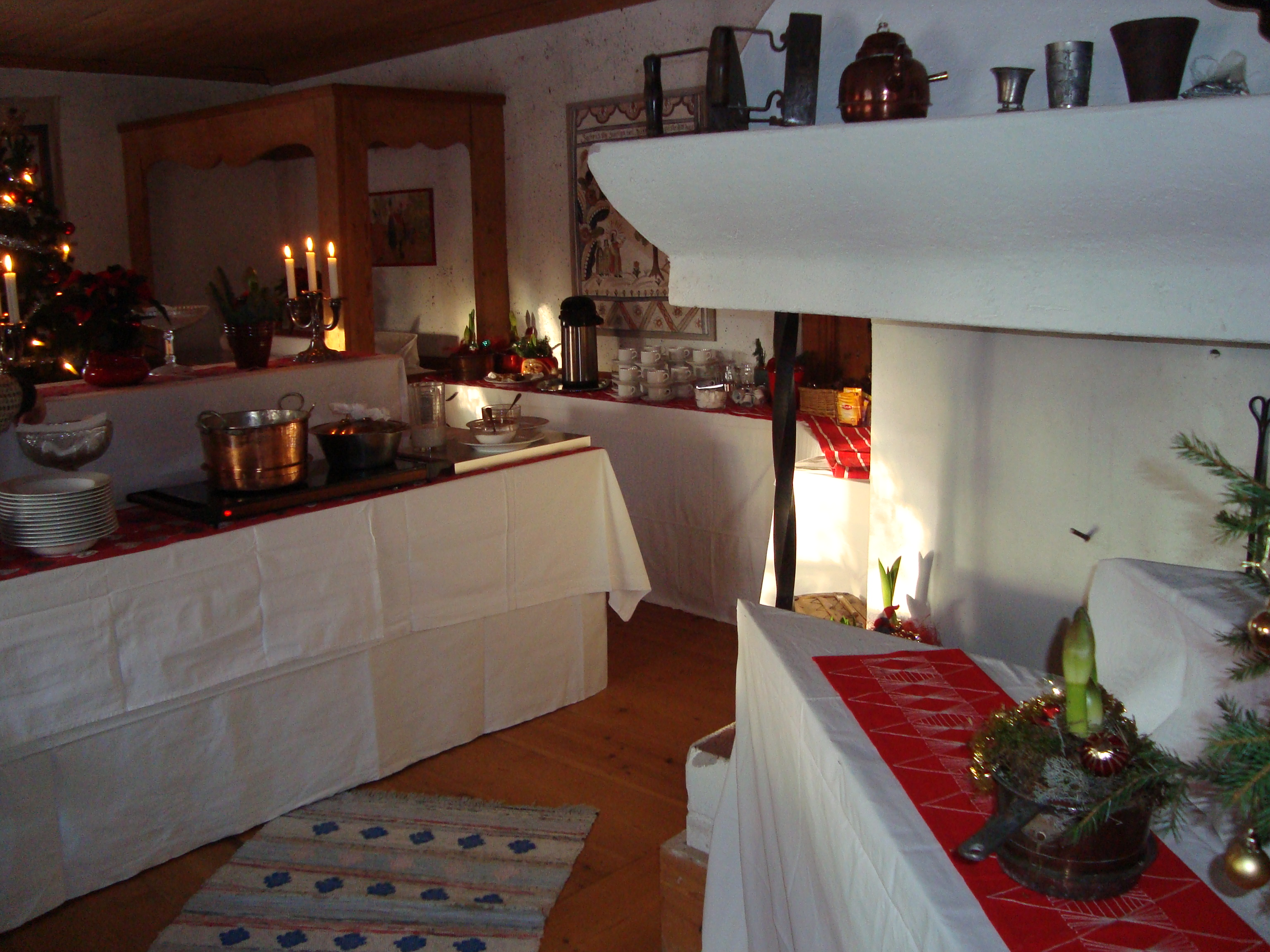
Interiör i huvudbyggnaden
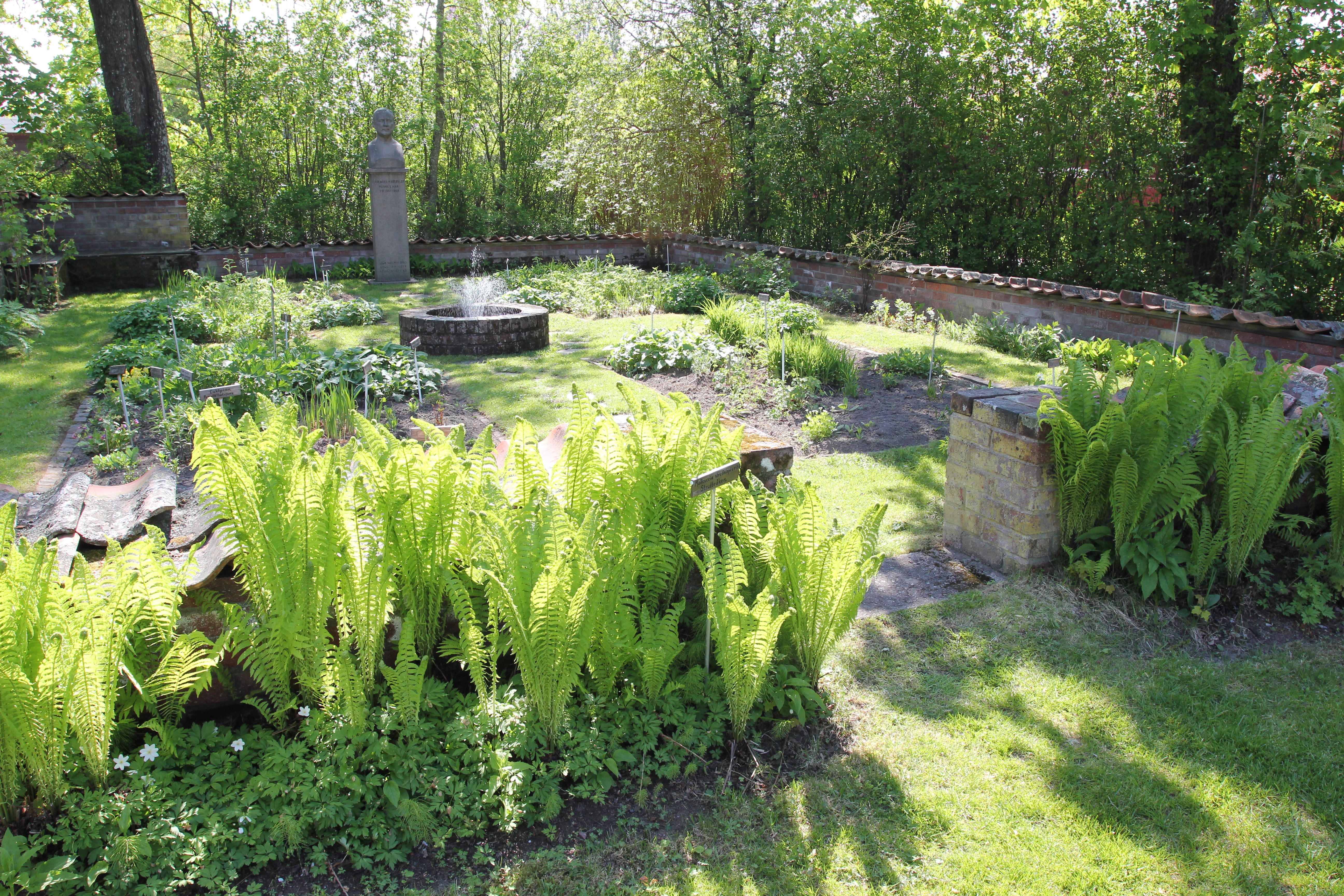
Trädgården